# Vieux-Moulin (Oise)
Vieux-Moulin – miejscowość i gmina we Francji, w regionie Hauts-de-France, w departamencie Oise.
Według danych na rok 1990 gminę zamieszkiwało 495 osób, a gęstość zaludnienia wynosiła 28 osób/km² (wśród 2293 gmin Pikardii Vieux-Moulin plasuje się na 538. miejscu pod względem liczby ludności, natomiast pod względem powierzchni na miejscu 122.).